# Butetown
Butetown (aussi The Docks, en gallois : Tre-biwt) est un district et une communauté localisés au sud de la ville de Cardiff, capitale du pays de Galles (Royaume-Uni).